# Gustave Nepveu
Ne doit pas être confondu avec Luc Durtain ou André Nepveu.
Gustave Nepveu (né à Sedan le 14 novembre 1841 et mort en 1903) est un chirurgien français, professeur d'anatomie pathologique à l'École de médecine de Paris.
Dès 1872, il observe des bactéries dans le sang des malades atteints d'érysipèle, 10 ans avant que Friedrich Fehleisen n'élucide l'étiologie de cette affection. 